# Roelant Savery
Roelant Savery (Kortrijk, 1576. — Utrecht, 1639. február 25.) dél-holland festő, rajzoló és rézmetsző a holland festészet aranykorában. Bátyja Jacob Savery.

## Életpályája
oltA bátyja és Hans Bol volt a mestere Amszterdamban. 1604 körül Prágába utazott, ahol II. Rudolf császár udvari festője lett, közben a növényvilág tanulmányozása céljából Tirolba is ellátogatott. 1616-ban Savery visszatért Amszterdamba, majd 1618-ban letelepedett Utrechtben, s egy évvel később a festők helyi Szent Lukács céhének tagja lett. Unokaöccse, ifj. Hans Savery volt a legfontosabb asszisztense. 1621-ben házat vásárolt. A csendéletfestők voltak a legjobb barátai, Balthasar van der Ast és Ambrosius Bosschaert. Nem házasodott meg, 1638-ban csődbe ment, valószínűleg alkoholfüggősége miatt.

## Munkássága
Tájképeinek stílusát befolyásolta mestere, Jacob Savery, Gillis van Coninxloo festő és a prágai udvar manierizmusa. Mitológiai és vallási jeleneteket ábrázoló képein is hangsúlyos szerepet kapott a tájábrázolás és az állatok ábrázolása. Csendéleteinek is nagy sikere volt. Festményei rendkívül népszerűek voltak a gyűjtők körében, később Európa jeles múzeumaiba is bekerültek. A budapesti Szépművészeti Múzeum is őriz tőle két képet, Táj állatokkal és a Sziklás táj címűeket. Sziklás táj című képét 1991-ben restaurálta Szentkirályi Miklós. 2011-ben munkáinak retrospektív kiállítását a Broelmuseum rendezte meg Kortrijkban.

## Galéria

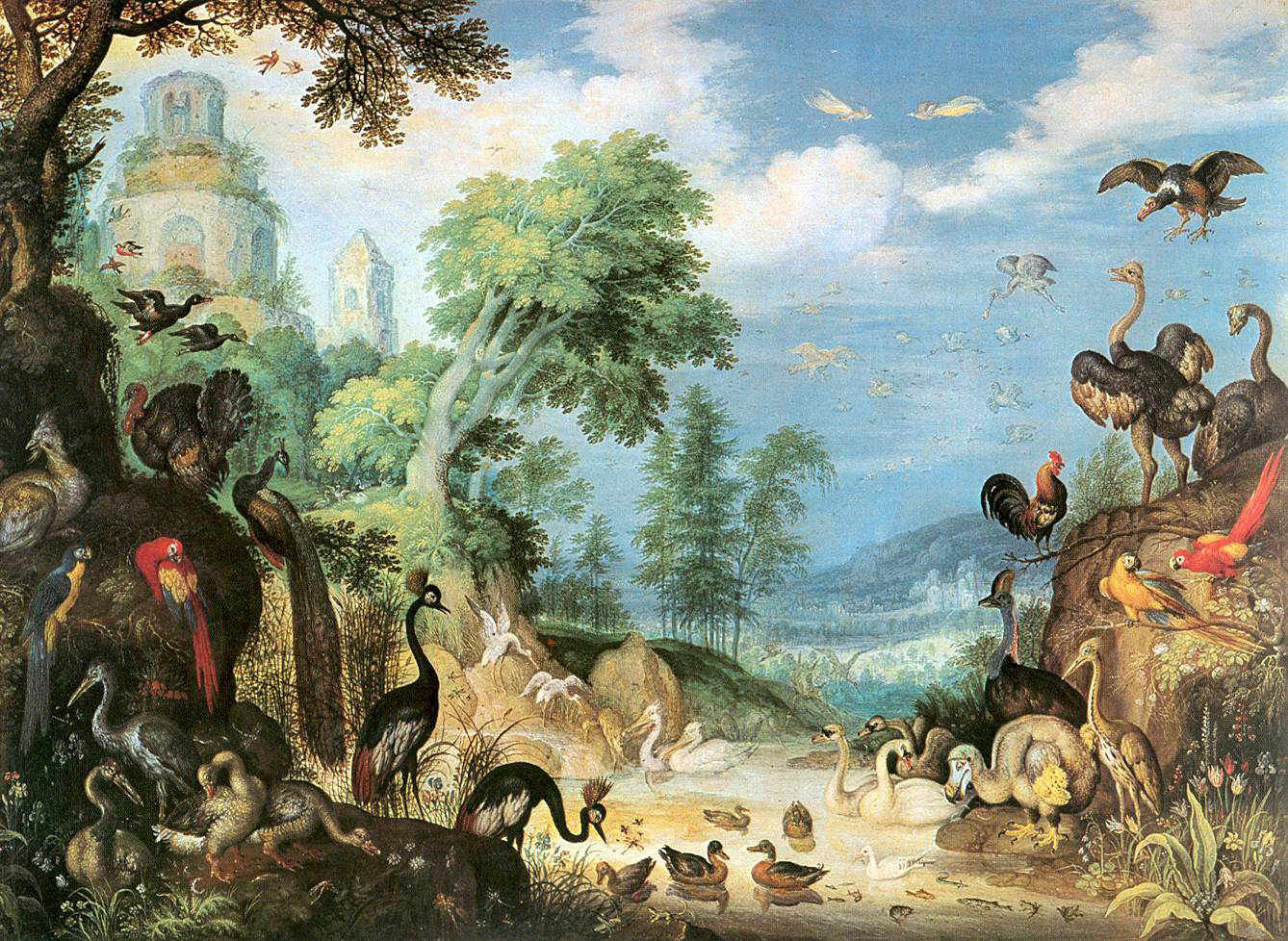
Tájkép madarakkal (1628; Bécsi Szépművészeti Múzeum)
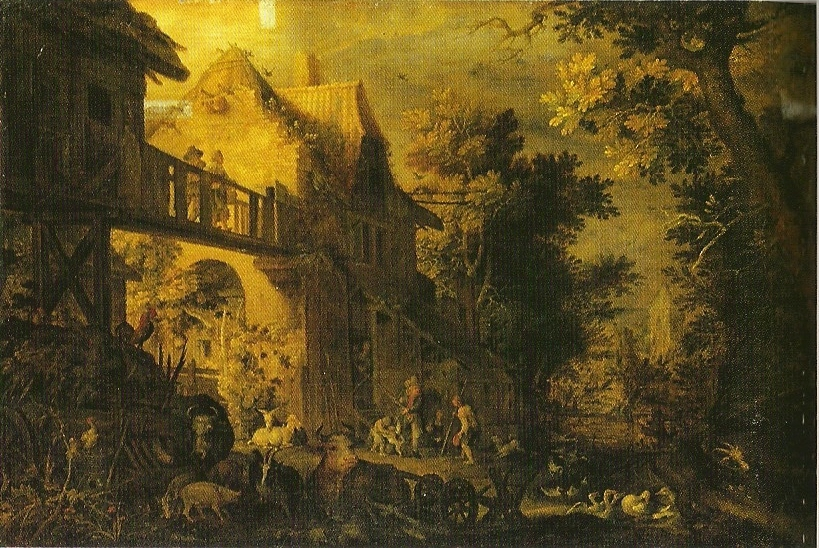
Parasztház (1610; Puskin Múzeum, Moszkva)
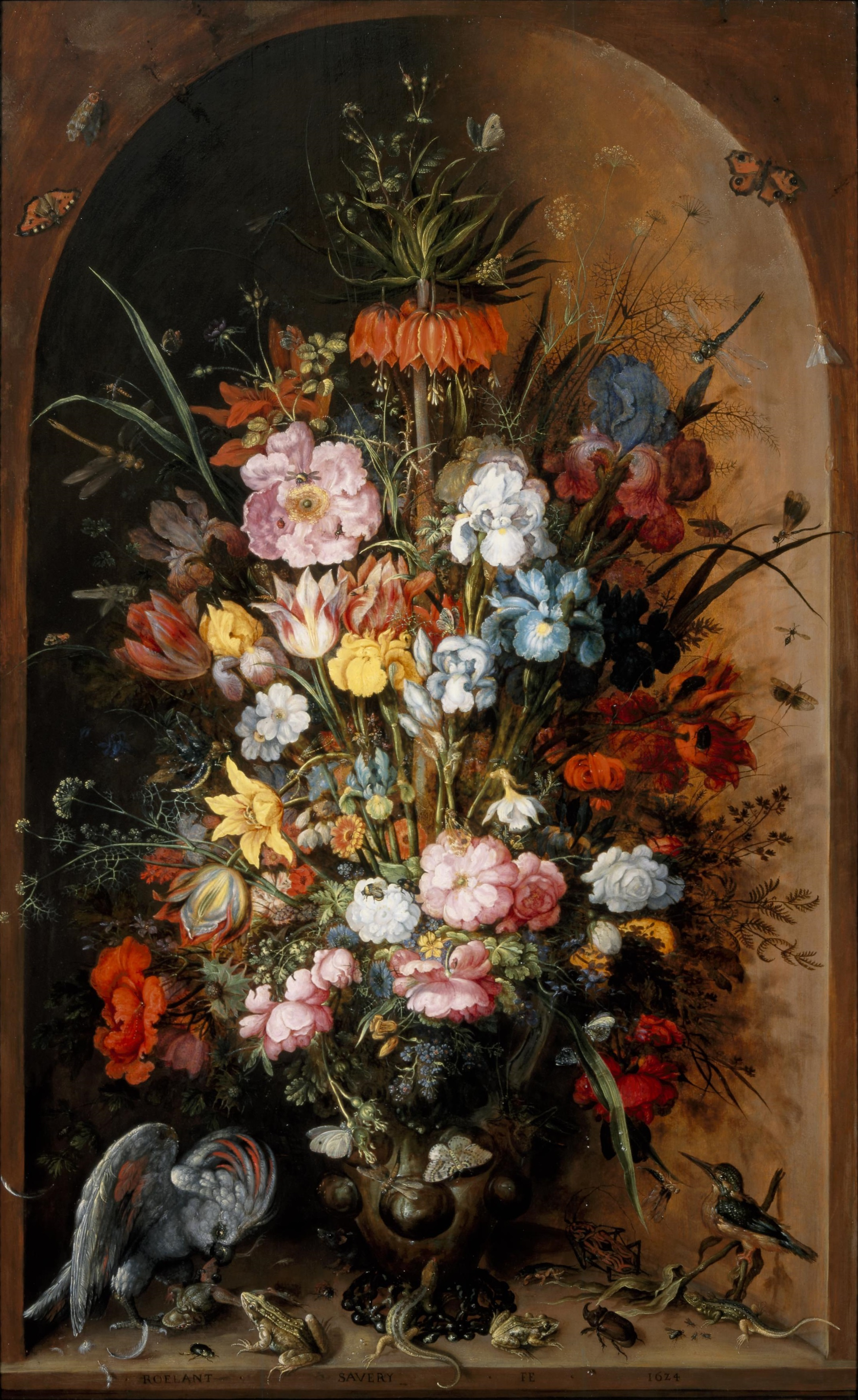
Virágcsendélet (1624; Centraal Museum, Utrecht)
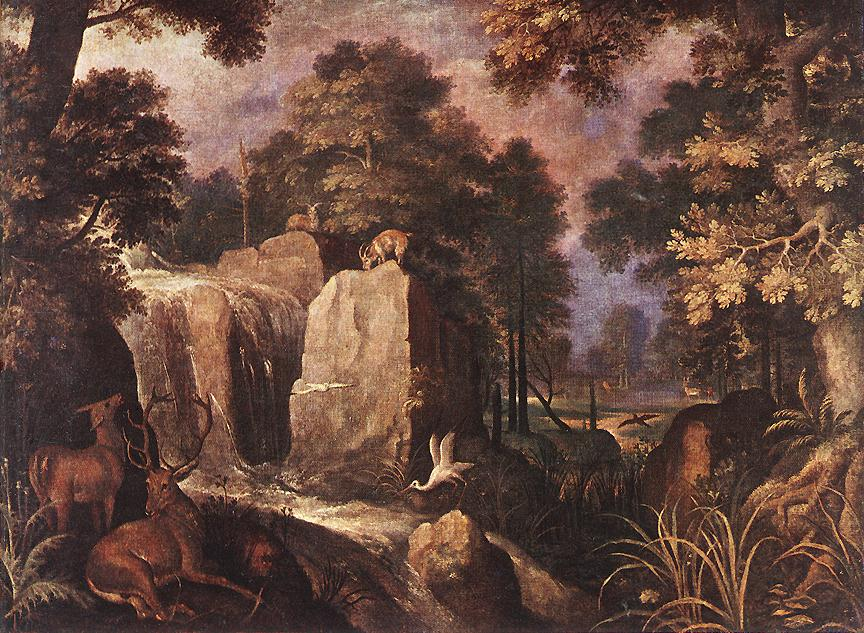
Sziklás táj (Szépművészeti Múzeum, Budapest)
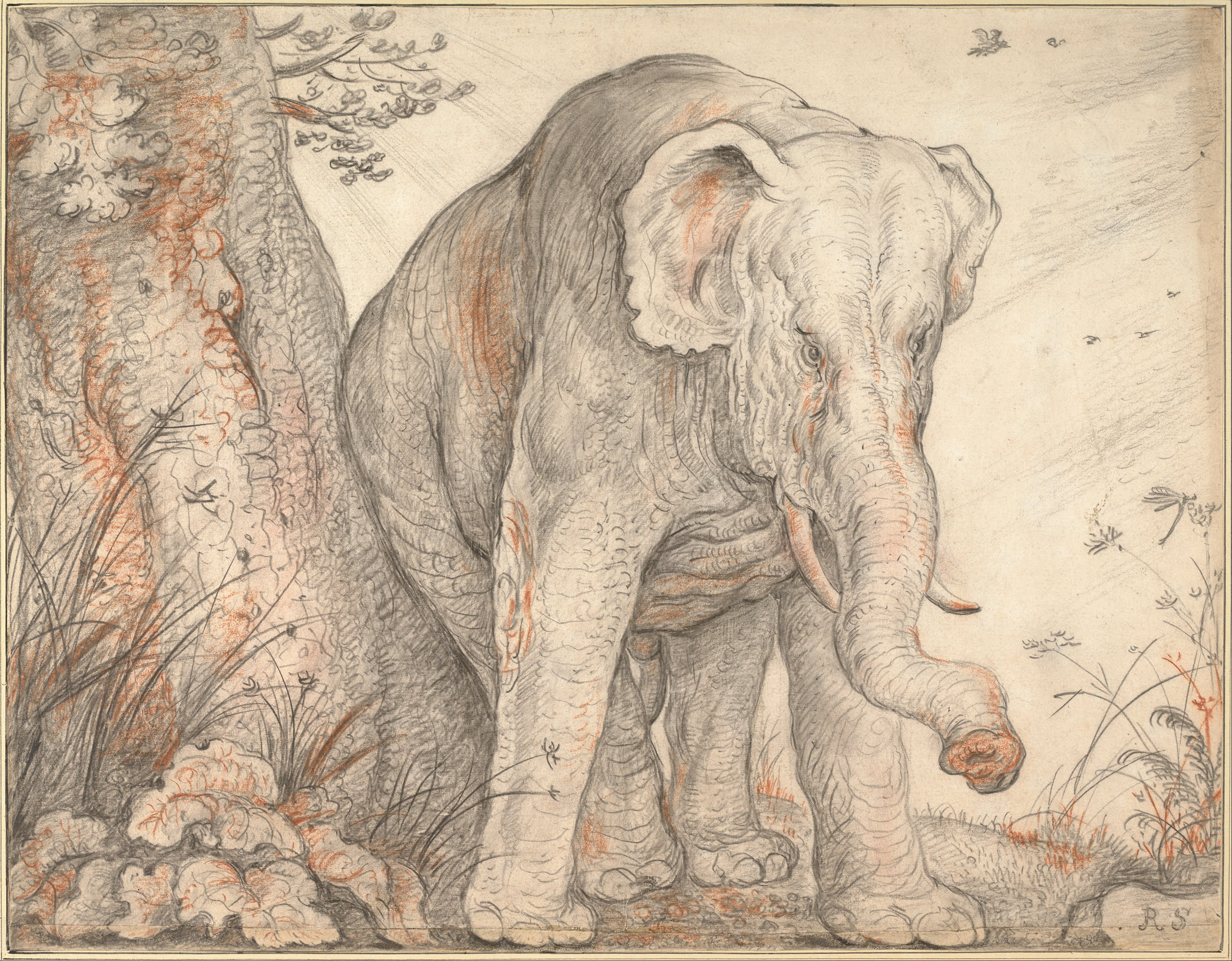
Egy elefánt dörzsöli magát a fához (Albertina, Bécs)

## Fordítás
- Ez a szócikk részben vagy egészben a Roelant Savery című holland Wikipédia-szócikk ezen változatának fordításán alapul.  Az eredeti cikk szerkesztőit annak laptörténete sorolja fel. Ez a jelzés csupán a megfogalmazás eredetét és a szerzői jogokat jelzi, nem szolgál a cikkben szereplő információk forrásmegjelöléseként.